# Kleinia abyssinica
Espèce
Kleinia abyssinica est une espèce de plantes à fleurs de la famille des Asteraceae. Cette succulente tropicale est originaire d'Afrique de l'est.

## Description

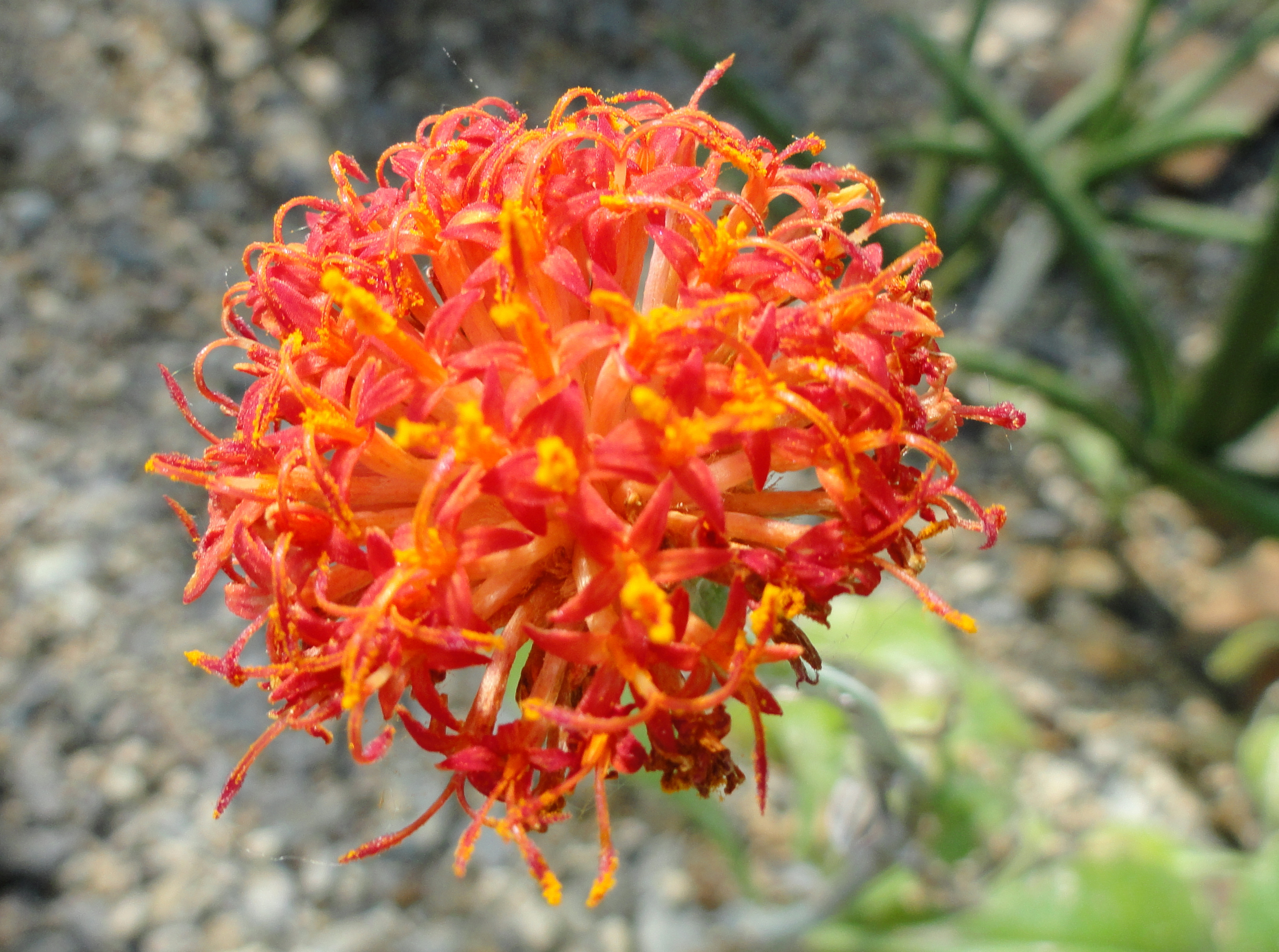
Kleinia abyssinica var. hildebrandtii, fleur, cultivée en Allemagne.
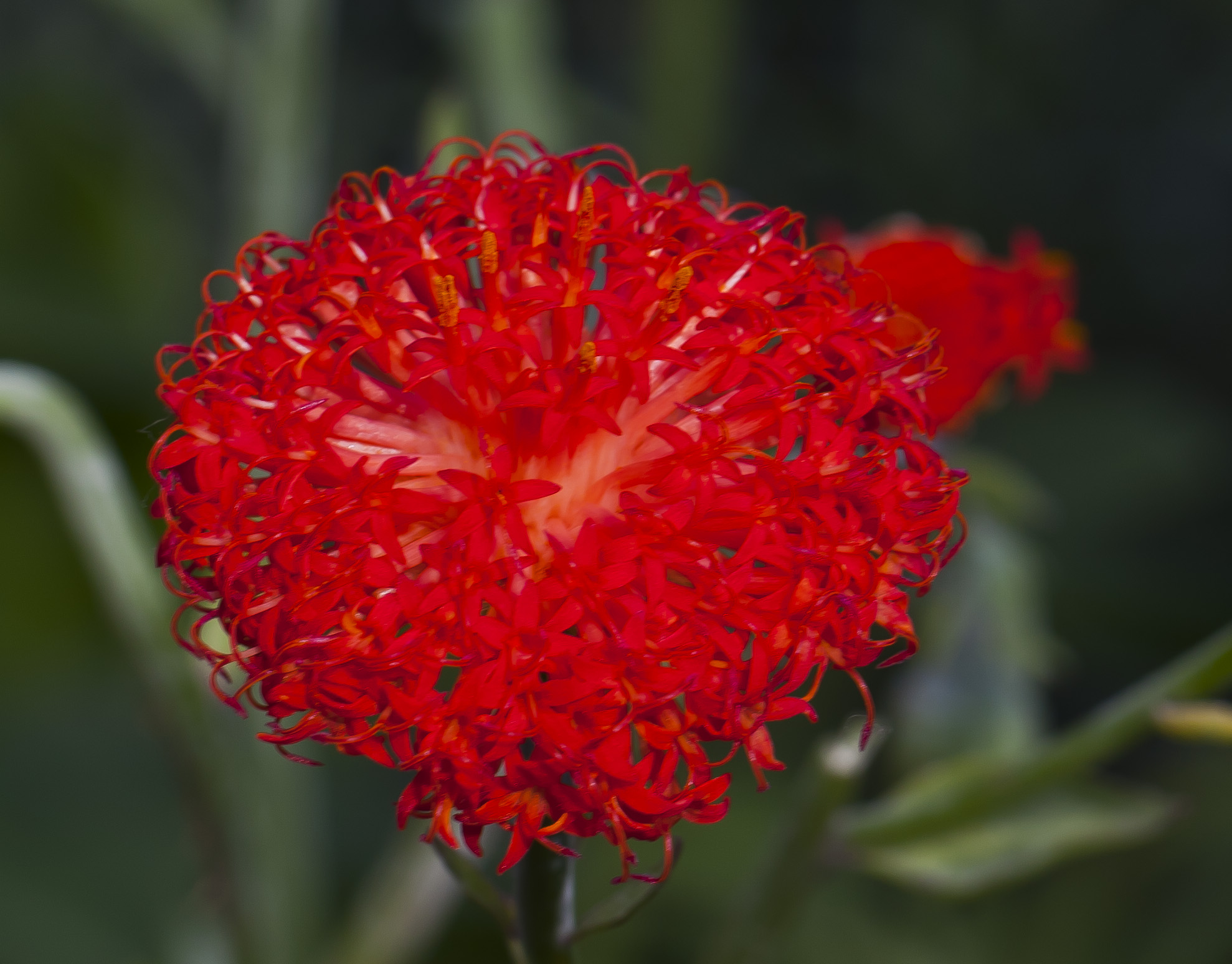
Fleur, cultivée en Estonie.
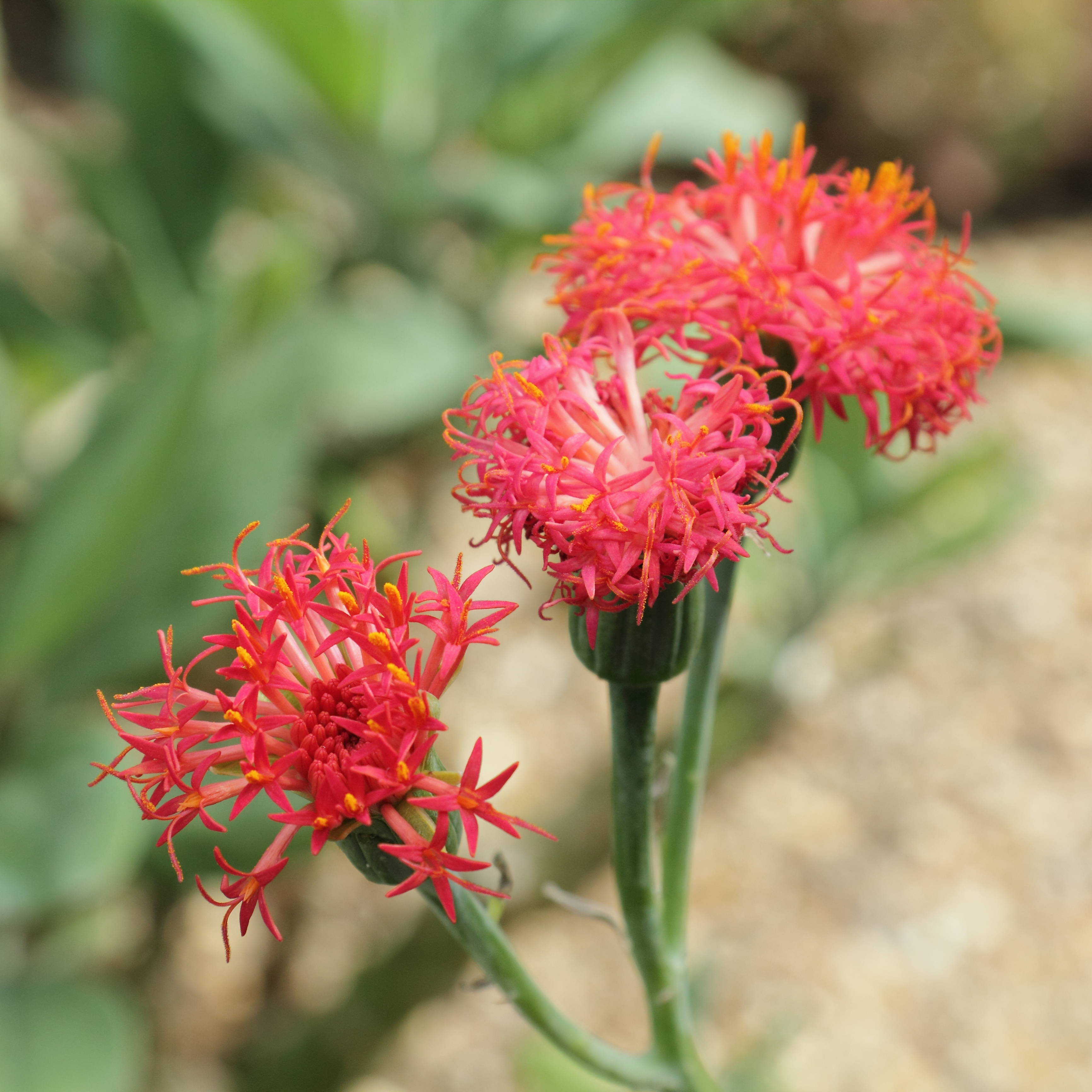
Fleurs, cultivées en Angleterre, à Kew

## Liste des variétés
Selon NCBI (2 avril 2015) et The Plant List (2 avril 2015) :
- variété Kleinia abyssinica var. hildebrandtii (Vatke) C.Jeffrey

Selon Tropicos (2 avril 2015) (Attention liste brute contenant possiblement des synonymes) :
- variété Kleinia abyssinica var. abyssinica
- variété Kleinia abyssinica var. hildebrandtii (Vatke) C. Jeffrey